# Coupe de la Méditerranée juniors d'athlétisme
La Coupe de la Méditerranée juniors (également appelée Match Méditerranée Juniors) est une rencontre internationale d'athlétisme qui réunit chaque année les équipes juniors des pays riverains de la Méditerranée occidentale ainsi que, depuis la dernière édition, la Grèce et la Turquie (actuellement  Tunisie,  Algérie,  Espagne,  France,  Grèce,  Italie,  Maroc,  Turquie).
La première édition a eu lieu à Almería en 2003 pour préparer les Jeux méditerranéens 2005.
La 8e édition a eu lieu à Radès le 7 août 2010.

## Éditions
- Almería : le 19 juillet, première édition, comme « test event » des Jeux qui doivent s'y dérouler deux ans après, avec uniquement les équipes de France, d'Espagne, d'Algérie et de Tunisie. L'Espagne emporte ce premier match ;
- Alger 2004 : victoire française avec les mêmes quatre équipes ;
- Marseille 2005 : l'Italie y participe pour la première fois, 3e, la France est toujours victorieuse ;
- Tunis 2006 : succès espagnol ;
- Florence 2007 : pour des raisons administratives de visas, seules les équipes françaises, italiennes et espagnoles étaient complètes et terminent dans cet ordre ;
- Rabat 2008 : aux cinq équipes précédentes s'ajoute le Maroc, encore victoire française ;
- Madrid 2009 : sans la Tunisie mais avec la Grèce et la Turquie, première victoire italienne ;
- Radès 2010 : le 7 août 2010 : victoire de l'Italie, chez les hommes et les femmes.